# Trachionus pappi
Trachionus pappi är en stekelart som först beskrevs av Zaykov 1982.  Trachionus pappi ingår i släktet Trachionus och familjen bracksteklar. Inga underarter finns listade i Catalogue of Life.